# Lake Mills (Iowa)
Lake Mills è una città degli Stati Uniti d'America, situata nello Stato dell'Iowa, nella Contea di Winnebago.